# آبشار ایست گلاورز
آبشار ایست گلاور (به انگلیسی: East Glover's Falls) آبشاری است که در همیلتون (انتاریو)، کانادا واقع شده و ارتفاع کلی ریزشگاه آن ۶ متر (۲۰ فوت) است.